# 佐俁站
佐俁站（日语：／ Samata eki */?）是位於熊本縣下益城郡中央村（現時：美里町），熊延鐵道的鐵路車站（廢站）。

## 歷史
- 1932年（昭和7年）12月25日 - 熊延鐵道甲佐至砥用之間開通，此站啟用[1]。
- 1964年（昭和39年）3月31日 - 熊延鐵道廢線，此站也被廢除[1]。

## 車站設施
此站是地面車站，設有1面1線的單式月台。

## 相鄰車站
熊延鐵道
南甲佐－佐俁－釋迦院

## 注腳
1. 1 2  今尾惠介《日本鐵道旅行地圖帳》12號九州沖繩 北信越（新潮社、2008年）p.46

## 相關項目
- 日本鐵路車站列表 Sa
- 佐俁線（日语：佐俣線）